# Junonia fumata
Junonia fumata är en fjärilsart som beskrevs av Rothschild och Jordan 1903. Junonia fumata ingår i släktet Junonia och familjen praktfjärilar. Inga underarter finns listade i Catalogue of Life.